# Sites mégalithiques de la Charente-Maritime
Les sites mégalithiques de la Charente-Maritime se caractérisent par la présence encore visible de plus d'une centaine de dolmens et tumuli mais les menhirs sont peu nombreux.

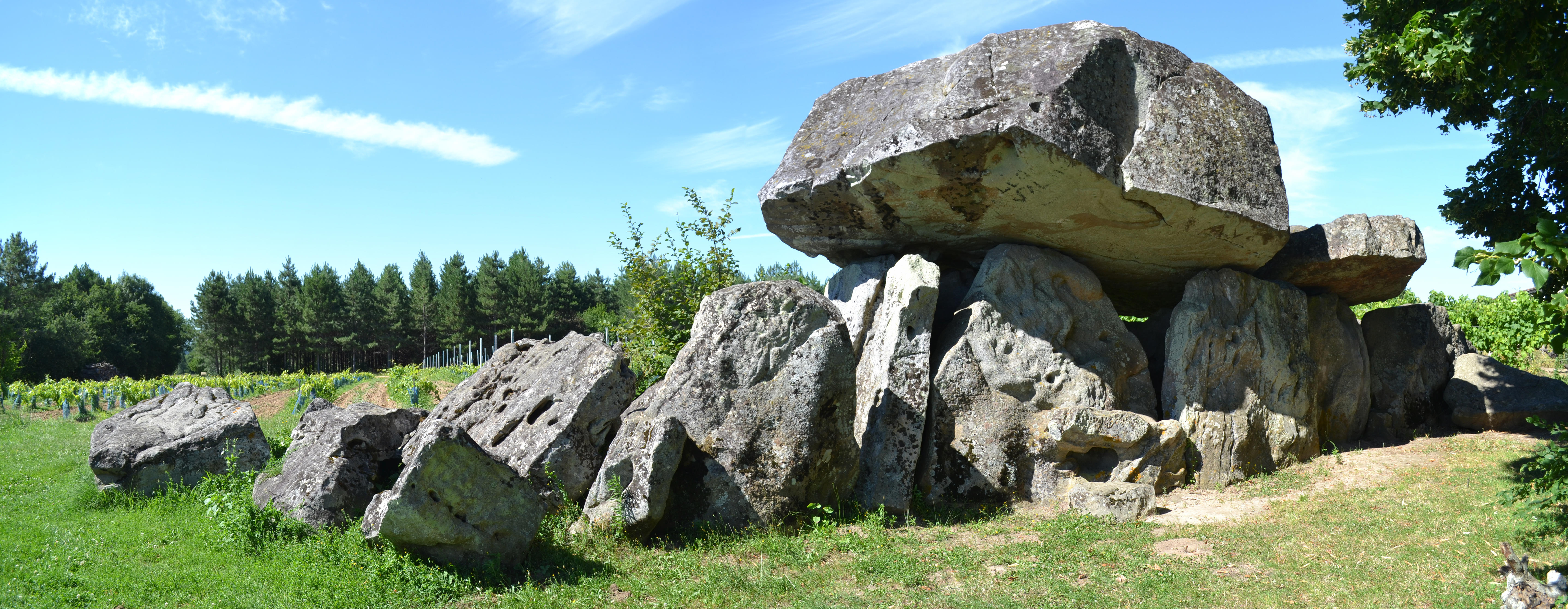
Pierre-Folle de Montguyon

## Généralités
| \| Golfe de Gascogne Île de Ré Île d'Oléron Île d'Aix La Rochelle Jonzac Rochefort Saintes St-Jean-d'Angély \| Carte départementale d'implantation des sites mégalithique. · : dolmen - : menhir - : autre site mégalithiques |
| Golfe de Gascogne Île de Ré Île d'Oléron Île d'Aix La Rochelle Jonzac Rochefort Saintes St-Jean-d'Angély |

Les dolmens sont de plusieurs types : dolmen simple, dolmen à couloir (dolmens de la Sauzaie, dolmens de la Pierre Levée), de type angoumoisin (tumulus B de Champ Chalon) ou en pierres sèches sous tumulus (tumulus A de Champ Chalon). Par contre, les allées couvertes sont rares.
Les tumuli sont très fréquents, atteignent souvent plusieurs dizaines de mètres de longueur et quelques-uns dépassent la centaine de mètres (tumulus de la Demoiselle, tumulus des Brandes, tumulus de Saint-Saturnin-du-Bois). Leur concentration locale aboutit parfois à la constitution d'authentiques nécropoles, notamment dans la forêt de Benon.
Les menhirs sont de taille modeste (la Grande Borne de Chives, le plus grand menhir du département atteint 1,90 m de hauteur). De même, le département ne recense qu'un seul alignement (alignement de Champ Pile) et il n'y subsiste qu'un seul cromlech avéré (cromlech du Gros Chail).
Les pierres closes constituent le type de construction le plus original, totalement endémique au département, qui « se rencontre uniquement des bords de la vallée de la Boutonne à l'estuaire de la Charente ». Une pierre close est constituée d'une pierre creusée en forme d'auge et recouverte par une dalle imposante. Si d'aucuns considèrent que les pierres closes assurent la même fonction qu'un dolmen ou qu'un coffre funéraire, ceci n'est pas certain, pas plus que leur datation. Certaines peuvent atteindre une taille respectable (pierres closes de Charras).
Les mégalithes ont été érigés sur tout le territoire du département. Vers -5000, le niveau de la mer était entre 5 m et 7 m en dessous du niveau actuel. Avec la remontée du niveau de la mer, lors de la transgression flandrienne, certains monuments, comme le dolmen de Châteauroux, le dolmen des Vergnaies de Barat ou le menhir de Chives, se sont retrouvés en zone marécageuse alors que d'autres sont probablement désormais totalement immergés.
Le rivage de l'ancien golfe des Pictons est bordé de nombreux tumuli. Tout au long de la vallée de la Charente, jusqu'à son estuaire, de nombreux dolmens ont été érigés (dolmens de la Pierre Levée, dolmen du Bois de la Grosse Pierre, dolmens de Soubise...). La Haute Saintonge possède aussi un très riche patrimoine, « dont le plus imposant et majestueux mégalithe de la Charente-Maritime, l'allée couverte de la Pierre-Folle à Montguyon ».

## Inventaire
| Monument                                     | Commune                      | Remarque                                             | Protection        | Coordonnées                                            | Illustration                       |
| -------------------------------------------- | ---------------------------- | ---------------------------------------------------- | ----------------- | ------------------------------------------------------ | ---------------------------------- |
| Les Grosses Pierres                          | Angoulins                    | dolmen ou cromlech                                   | détruit           |                                                        |                                    |
| La Grosse Pierre                             | Antezant-la-Chapelle         | dolmen                                               | déplacée          | 45° 59′ 26″ N, 0° 27′ 22″ O                            | La Grosse Pierre                   |
| Dolmen de la Trompette                       | Ardillières                  |                                                      | détruit           |                                                        |                                    |
| Pierre Fouquerée                             | Ardillières                  | dolmen                                               | Classé MH (1889)  | 46° 02′ 59″ N, 0° 53′ 20″ O                            | Pierre Fouquerée                   |
| Pierre Levée                                 | Ardillières                  | dolmen                                               | Classé MH (1889)  | 46° 03′ 15″ N, 0° 52′ 53″ O                            | Pierre Levée (Ardillières)         |
| Tumulus de la Grande Bourgne                 | Ardillières                  |                                                      | arasé             |                                                        |                                    |
| Chail de Bois Bellot                         | Aumagne                      | autre nom Chail de Bachelot                          |                   | 45° 54′ 10″ N, 0° 24′ 30″ O                            | Le Chail du Bois Bellot            |
| Tumulus du Terrier d'Aumont                  | La Benâte                    |                                                      | détruit           |                                                        |                                    |
| Nécropole de Mille Écus                      | Benon                        | 3 tumuli (A, B et C)                                 |                   | 46° 10′ 46″ N, 0° 49′ 17″ O                            | Nécropole de Mille-Écus            |
| Tumuli de Champ Châlon                       | Benon                        | 5 tumuli à Champ Châlon I 2 tumuli à Champ Châlon II | Classé MH (1992)  | 46° 14′ 01″ N, 0° 48′ 27″ O                            | Tumuli de Champ Châlon             |
| Nécropole des Biarnes                        | Benon                        | 2 tumuli                                             |                   |                                                        |                                    |
| La Pierre qui Vire                           | Le Bois-Plage-en-Ré          | menhir                                               | détruit           |                                                        |                                    |
| Peu Pierroux                                 | Le Bois-Plage-en-Ré          | tumulus                                              | détruit           |                                                        |                                    |
| Dolmen du Grand Cailleau                     | Bougneau                     |                                                      | détruit           |                                                        |                                    |
| La Grosse Motte                              | Bouhet                       | tumulus                                              | détruit,          |                                                        |                                    |
| Dolmen du Pontreau                           | Bussac-sur-Charente          |                                                      | détruit           |                                                        |                                    |
| Dolmen de Sillery                            | Chaillevette                 | autre nom La Pierre à Crève Sots                     | détruit           |                                                        |                                    |
| Pierre levée de Beauregard                   | Chaillevette                 | vestige du Dolmen de la Grosse Borne                 |                   | 45° 44′ 13″ N, 1° 05′ 00″ O                            | Pierre levée de Beauregard         |
| Pierre de la Mort                            | Chantemerle-sur-la-Soie      | pierre close                                         |                   | 45° 57′ 57″ N, 0° 37′ 53″ O                            |                                    |
| Dolmen d'Ors                                 | Le Château-d'Oléron          | autres noms La Piare la Pierre Pouille               | Classé MH (1940)  | 45° 51′ 49″ N, 1° 11′ 47″ O                            | Dolmen d'Ors                       |
| Palet de Gargantua                           | Le Château-d'Oléron          | polissoir                                            |                   |                                                        |                                    |
| Pierre de la Bassée Pierre du Caillot        | Le Château-d'Oléron          | mégalithes indéterminés                              | disparus          |                                                        |                                    |
| Dolmen de la Pierre qui Saute                | Chermignac                   |                                                      | détruit           |                                                        |                                    |
| Menhir de la Grande Borne                    | Chives                       | autre nom Menhir de Chives                           |                   | 45° 57′ 11″ N, 0° 05′ 54″ O                            |                                    |
| Tumulus de Comparait                         | Cressé                       |                                                      | détruit en 1921   |                                                        |                                    |
| Galoche de Gargantua                         | Dolus-d'Oléron               | menhir probable                                      |                   | déplacé au Musée de l'Île d'Oléron                     |                                    |
| Mégalithe de La Parée                        | Dolus-d'Oléron               | pierre close probable                                | disparu           |                                                        |                                    |
| Dolmen des Rentes du Breuil                  | Fontaine-Chalendray          |                                                      |                   |                                                        |                                    |
| Mégalithe de la forêt de Fontaine            | Fontaine-Chalendray          | mégalithe indéterminé                                |                   |                                                        |                                    |
| Dolmen des Fontaines-d'Ozillac               | Fontaines-d'Ozillac          |                                                      | disparu           |                                                        |                                    |
| Dolmen du Fief des Roches                    | Forges                       |                                                      | disparu           |                                                        |                                    |
| Dolmen de Civrac                             | Geay                         |                                                      | détruit           |                                                        |                                    |
| Polissoir de Saint-Cybard                    | Grézac                       | autre nom Dolmen du Moulin Rompu                     | Classé MH (1964)  | conservé au Musée éducatif de la Préhistoire à Saintes |                                    |
| La Pierre Levée                              | La Jarne                     | dolmen                                               | déplacé           | 46° 07′ 41″ N, 1° 04′ 18″ O                            | Pierre Levée (La Jarne)            |
| Dolmen de la Table du Roi                    | Juicq                        |                                                      |                   | 45° 50′ 14″ N, 0° 33′ 20″ O                            |                                    |
| Tumuli de la Chaume                          | Juicq                        | 3 tumuli                                             | 2 détruits        |                                                        |                                    |
| Nécropole de la Pointe                       | La Laigne                    | 2 tumuli                                             |                   |                                                        |                                    |
| Pierres closes de Bel-Air                    | Loire-les-Marais             | pierre close                                         | détruit           |                                                        |                                    |
| Cromlech du Gros Chail                       | Lorignac                     | mégalithes indéterminés                              |                   |                                                        |                                    |
| La Grosse Pierre                             | Marsais                      | dolmen christianisé                                  |                   | 46° 07′ 11″ N, 0° 35′ 33″ O                            |                                    |
| Dolmen de la Grosse Pierre                   | Médis                        |                                                      | détruit           |                                                        |                                    |
| Dolmen de Beauregard                         | Meschers-sur-Gironde         | autre nom Dolmen de Beloire                          |                   | 45° 34′ 46″ N, 0° 55′ 49″ O                            | Dolmen de Beauregard               |
| Dolmen du Château                            | Montendre                    |                                                      |                   | 45° 17′ 07″ N, 0° 24′ 46″ O                            | Dolmen du Château                  |
| Dolmen de Vassiac                            | Montguyon                    |                                                      | détruit           |                                                        |                                    |
| Pierre Folle                                 | Montguyon                    | dolmen et allée couverte                             | Classé MH (1889)  | 45° 13′ 39″ N, 0° 10′ 43″ O                            | Pierre Folle (Montguyon)           |
| Dolmen des Vergnaies de Barat                | Moragne                      |                                                      | enseveli          |                                                        |                                    |
| Mégalithe des Trois Fontaines                | Montlieu-la-Garde            |                                                      | ruiné             |                                                        |                                    |
| Mégalithe de la Grosse Pierre                | Mornac-sur-Seudre            |                                                      | détruit           |                                                        |                                    |
| La Grosse Pierre                             | Mosnac                       | menhir                                               | détruit           |                                                        |                                    |
| Alignement du vallon des Ouchettes           | Plassay                      |                                                      | détruit           |                                                        |                                    |
| Pierre à Cerclet                             | Pommiers-Moulons             | dolmen                                               | ruiné             | 45° 20′ 35″ N, 0° 21′ 10″ O                            | Pierre à Cerclet                   |
| Dolmen de Pinthiers                          | Pons                         |                                                      | détruit           |                                                        |                                    |
| La Grosse Pierre                             | Pons                         |                                                      | détruit           |                                                        |                                    |
| Menhir du Chail                              | Pons                         |                                                      | détruit           |                                                        |                                    |
| Tumulus de Marjolance                        | Pons                         |                                                      | détruit           |                                                        |                                    |
| Mégalithe des Arnoux                         | Préguillac                   | mégalithe indéterminé                                |                   |                                                        |                                    |
| Pierre Levée de Berthegille                  | Sablonceaux                  | dolmen                                               | Classé MH (1937)  | 45° 42′ 04″ N, 0° 54′ 22″ O                            | Pierre Levée de Berthegille        |
| Dolmen de l'Homme Chût                       | Saint-Dizant-du-Gua          |                                                      | détruit           |                                                        |                                    |
| Terrier de Sainte-Catherine                  | Sainte-Gemme                 | dolmen                                               | détruit           |                                                        |                                    |
| Tumulus du Cruchaud                          | Sainte-Lheurine              |                                                      |                   | 45° 32′ 16″ N, 0° 20′ 16″ O                            |                                    |
| La Pierre Merveille                          | Saint-Eugène                 | dolmen                                               | détruit           |                                                        |                                    |
| Dolmen du Bois de la Grosse Pierre           | Sainte-Radegonde             |                                                      | Inscrit MH (1993) | 45° 51′ 23″ N, 0° 51′ 17″ O                            | Dolmen du Bois de la Grosse Pierre |
| Dolmen de la Faye d'Épanes                   | Saint-Félix                  |                                                      | détruit           |                                                        |                                    |
| Menhir de Saint-Georges                      | Saint-Georges-Antignac       |                                                      | détruit           |                                                        |                                    |
| Champ des Tombeaux                           | Saint-Germain-de-Lusignan    | tumuli                                               | détruit           |                                                        |                                    |
| Dolmen de la Pierre Levée                    | Saint-Germain-de-Marencennes | autre nom dolmen de Brette                           | détruit           |                                                        |                                    |
| Dolmen du Crut                               | Saint-Grégoire-d'Ardennes    |                                                      | détruit           |                                                        |                                    |
| Pierres Closes de Charras                    | Saint-Laurent-de-la-Prée     | 2 pierres closes                                     | Classé MH (1889)  | 45° 59′ 27″ N, 1° 00′ 01″ O                            | Pierres Closes de Charras          |
| Dolmen de Teurpin                            | Saint-Martin-d'Ary           |                                                      | ruiné             |                                                        |                                    |
| Menhir de la Haute-Borne                     | Saint-Martin-d'Ary           |                                                      | détruit           |                                                        |                                    |
| Pierre Folle                                 | Saint-Palais-de-Négrignac    | dolmen                                               |                   | 45° 15′ 39″ N, 0° 13′ 04″ O                            | Pierre Folle                       |
| Dolmens des Combots                          | Saint-Palais-sur-Mer         |                                                      | ruinés            |                                                        |                                    |
| Cuillère de Gargantua                        | Saint-Pierre-d'Oléron        | Mégalithe indéterminé voire douteux                  |                   | 45° 57′ 12″ N, 1° 19′ 59″ O                            |                                    |
| La Pierre-Levée                              | Saint-Pierre-d'Oléron        |                                                      | détruit           |                                                        |                                    |
| Polissoir des Béraudes                       | Saint-Pierre-d'Oléron        |                                                      |                   | déplacé au Musée de l'Île d'Oléron                     |                                    |
| Dolmen de la Roche-Courbon                   | Saint-Porchaire              |                                                      | ruiné             |                                                        |                                    |
| Tumulus de la Tonnelle                       | Saint-Saturnin-du-Bois       |                                                      | détruit,          |                                                        |                                    |
| Butte des Moindreaux                         | Saint-Sauveur-d'Aunis        | 3 tumuli                                             | 2 détruits        | 46° 14′ 20″ N, 0° 53′ 04″ O                            |                                    |
| Dolmen du Petit Cailleau                     | Saint-Seurin-de-Palenne      |                                                      | détruit           |                                                        |                                    |
| Pierre Grise de Fontclair                    | Saint-Thomas-de-Conac        | dolmen                                               | détruit           |                                                        |                                    |
| Dolmen de Saint-Trojan                       | Saint-Trojan-les-Bains       |                                                      |                   | enseveli                                               |                                    |
| La Pierre Levée                              | Salles-sur-Mer               |                                                      | détruit,          |                                                        |                                    |
| Ensemble mégalithique du Moulin de la Graupe | Saujon                       | tumulus à 3 dolmens                                  |                   | en partie enfoui                                       |                                    |
| Dolmens de la Sauzaie                        | Soubise                      | 3 dolmens                                            | Classé MH (1938)  | 45° 53′ 41″ N, 0° 59′ 18″ O                            |                                    |
| Alignement de Champ Pile                     | Surgères                     |                                                      | détruit           |                                                        |                                    |
| Tombelle du Chiron                           | Surgères                     | tumulus                                              | détruit           |                                                        |                                    |
| Tumulus de la Demoiselle                     | Le Thou                      |                                                      | détruit,          |                                                        |                                    |
| Dolmen de Châteauroux                        | Tonnay-Charente              |                                                      |                   | enseveli                                               |                                    |
| Pierre de Champagné                          | Torxé                        | vestige probable d'une pierre close                  |                   |                                                        |                                    |
| Dolmen de Buffetizon                         | Trizay                       |                                                      |                   |                                                        |                                    |
| Dolmens de la Pierre Levée                   | La Vallée                    | 2 dolmens                                            | Classé MH (1938)  | 45° 53′ 18″ N, 0° 50′ 47″ O                            | Dolmen sud de la Pierre Levée      |
| La Pierre l'Abbé                             | La Villedieu                 | mégalithe indéterminé                                |                   |                                                        |                                    |